# Lübecker Zeitung

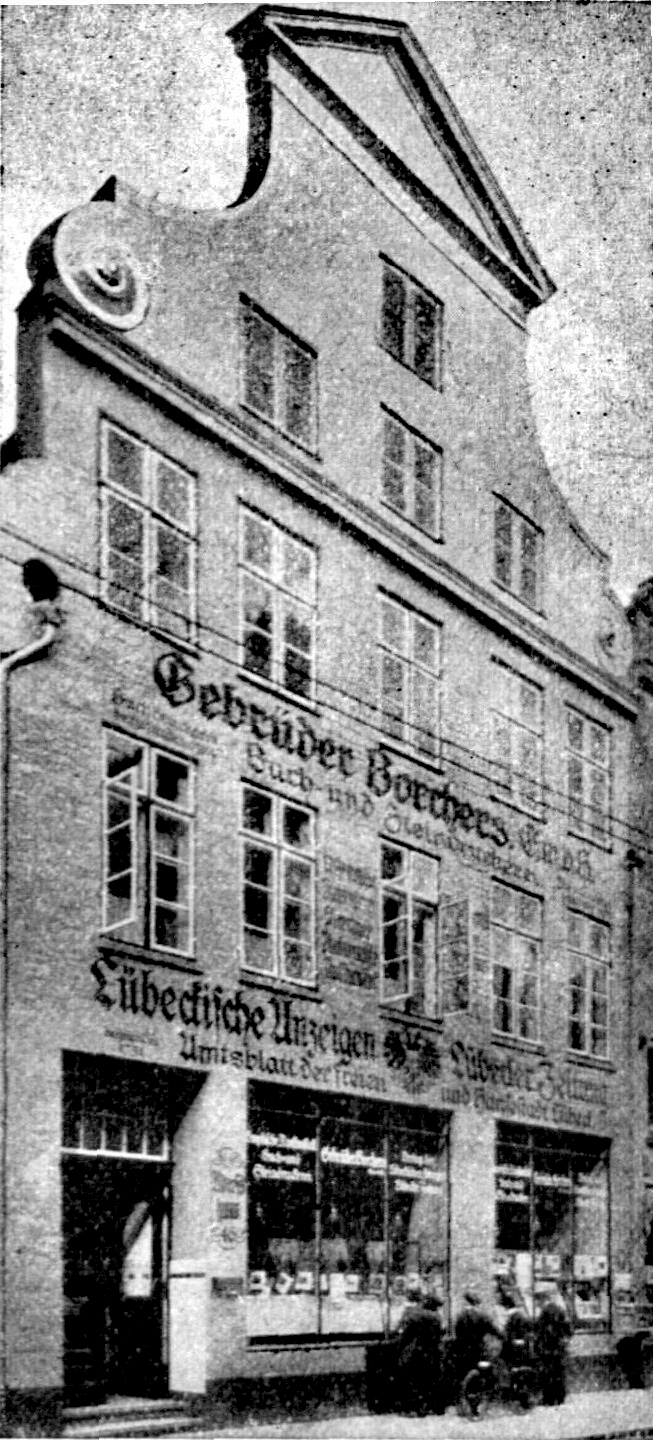
Verlagsgebäude (1926)

In der Geschichte der Lübecker Tageszeitungen gab es mehrmals Zeitungen des Titels Lübecker Zeitung in Lübeck.
- Nach der Befreiung Lübecks von der französischen Herrschaft bewarb sich Johann Hinrich Borchers beim Senat um das Privilegium einer politischen Zeitung. Dieses erhielt er, und am 13. Dezember 1813 erschien deren erste Nummer unter der Bezeichnung: die Lübecker Zeitung oder Der politische Anzeiger. Sie erschien bis 1817.

Der Buchdrucker Römhild, Gründer der 20 Jahre zuvor wieder eingegangenen Lübeckische(n) Fama, begründete ein Konkurrenzunternehmen unter dem Titel Hanseatische Beobachter, um das borcherssche Blatt wieder zu verdrängen. Dieses Vorhaben scheiterte jedoch.
- 1849 erschien zuerst die Lübecker Zeitung, um dann bis 1866 als Lübecker Zeitung, Organ für Politik, Handel, Schiffahrt und Industrie zu erscheinen.

- Ab 1872 erschien im Verlag Gebrüder Borchers die Lübecker Zeitung als politische Ergänzung zu den Lübeckischen Anzeigen. Sie etablierte sich im Gegensatz zu ihren Vorgängern und ging 1891 in den Lübeckischen Anzeigen auf. Im Zuge der Gleichschaltung erschienen diese mit Ablauf des Jahres 1933 zum letzten Male.

- Nach dem Luftangriff auf Lübeck wurde der 1894 gegründete sozialdemokratische, ab 1933 nationalsozialistische Lübecker Volksbote mit dem 1882 gegründeten bürgerlich-konservativen Lübecker General-Anzeiger zwangsfusioniert, dessen Anteile die NSDAP 1936 zu 30 Prozent übernommen und sich 1942 zu weiteren 21 Prozent angeeignet hatte. Die Namen Lübecker Volksbote und Lübecker General-Anzeiger führte die Zeitung im Untertitel. Die letzte Ausgabe der Lübecker Zeitung erschien am 2. Mai 1945.